# Erwin Patzke

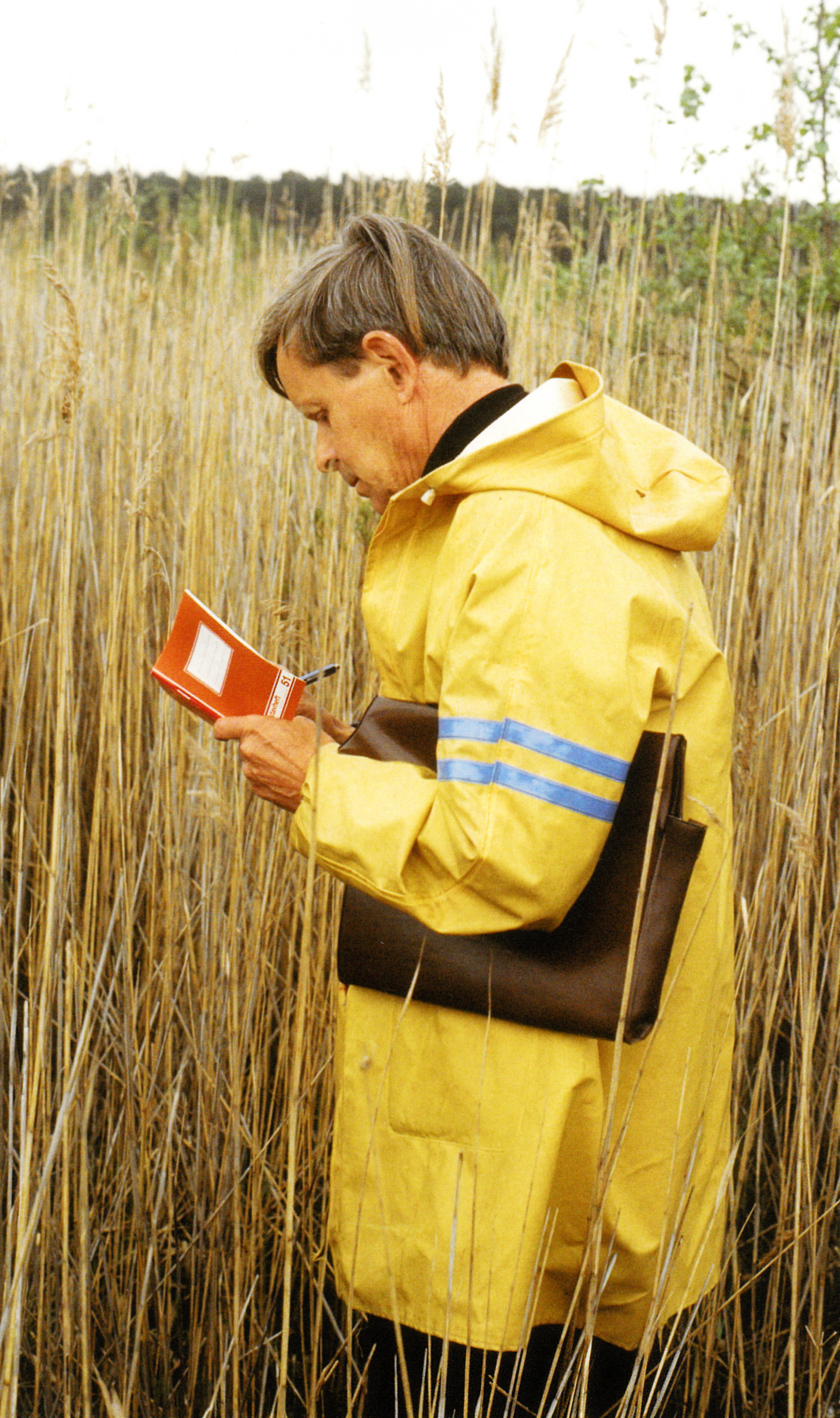
Erwin A. Patzke 1990 Elmpter Bruch

Erwin Alfred Patzke (* 8. Dezember 1929 in Marienwerder, Westpreußen; † 28. Februar 2018 in Aachen) war ein deutscher Botaniker mit Forschungsschwerpunkten Floristik, Phänologie und Systematik. Er lehrte von 1967 bis 1995 an der PH Rheinland und später an der RWTH Aachen. Das offizielle botanische Autorenkürzel von Erwin Patzke lautet Patzke.

## Leben und Wirken

### Kindheit und Jugend
Patzke wurde 1929 als zweiter von drei Söhnen in Marienwerder in Westpreußen geboren. Seine Eltern waren Erna Patzke, geb. Dehne und der Bauingenieur Reinhard Patzke. Seine Kindheit verlebte er in Dahme/Mark (1930–1936) und in Königsberg, heute Kaliningrad (1936–1945).
In Ostpreußen besuchte er jeweils vier Jahre die Volks- und die Oberschule (Hufengymnasium), bis am 23. Januar 1945 alle Schulen in Königsberg geschlossen wurden.
Am Ende des Zweiten Weltkrieges floh Patzke als 15-Jähriger im Januar 1945 mit seiner Mutter von Königsberg nach Gotenhafen und versuchte auf der Wilhelm Gustloff unterzukommen, die aber schon voll besetzt war. Sie erhielten noch einen Platz auf dem Frachter Göttingen, der dann an den Rettungsversuchen der Überlebenden der Wilhelm Gustloff beteiligt war. Bis auf den ältesten Sohn, der nach dem Krieg in Hamburg blieb, lebte die Familie nun zusammen in Dahme/Mark. Ein regulärer Schulunterricht begann erst wieder Anfang 1946. Zwei Schuljahre später bestand Patzke am 5. August 1947 die Reifeprüfung gemeinsam mit Manfred Rosenberg, der ihm die Liebe zur Musik vermittelte und mit dem er während seiner Berliner Studienzeit oftmals über die Grenze zur Filmbühne am Steinplatz, die Ost-Mark akzeptierte, ging, um Westfilme zu sehen. Während seiner Schulzeit ist er von dem Botaniker und Lehrer Max Schmattorsch angeleitet worden und hat eine Vorliebe für Gräser entwickelt.

### Studienzeit in Ostdeutschland
So begann er, nach einer Zwangspause, zum Wintersemester 1949/50 in Ost-Berlin an der Pädagogischen Hochschule Biologie, Chemie, Pädagogik und Psychologie zu studieren. Im Sommer 1950 erfolgte eine Studienverkürzung von sechs auf vier Semester, um den Lehrermangel in Ost-Berlin zu mildern. Das gab den Anlass zum längst gewünschten Hochschulwechsel an die Humboldt-Universität. Hier absolvierte Patzke nach drei Semestern eine Zwischenprüfung und meldete sich Ende 1952 zum Abschlussexamen. Bei Richard Kolkwitz schrieb er eine Hausarbeit über „die Pflanzenverhältnisse in dem westlich an die Niederlausitz angrenzenden Gebiete“. Daraus entstanden später (1960 und 1964) zwei Veröffentlichungen. Auch für die Klausur wählte er das Fach Biologie. Da es immer wieder zu politischen Zwischenfällen kam, von denen einer von 1947 in dem Buch Abgeholt: Chronik einer geraubten Jugend von seinem Schulfreund Werner Pfeiffer beschrieben wird, der daraufhin selbst viele Jahre inhaftiert worden war, entschloss sich die Familie 1953, die DDR zu verlassen.

### Studienzeit in Westdeutschland
Aus dem West-Berliner Notaufnahmelager Marienfelde kam Patzke über das Durchgangslager Hamburg-Wandsbek in das Hauptdurchgangslager für Flüchtlinge Wipperfürth und wurde von dort im Mai 1953 nach Bonn eingewiesen, wo Patzke die Mittel für ein neues Studium in der Bundesrepublik als Werksstudent bei den Farbenfabriken Bayer in Leverkusen erwarb. Zum Wintersemester 1954/55 ließ er sich an der Mathematisch-Naturwissenschaftlichen Fakultät der Rheinischen Friedrich-Wilhelm-Universität zu Bonn einschreiben. Vom Mai 1957 war er im Pharmakognostischen Institut als studentische, dann als wissenschaftliche Hilfskraft und zuletzt bis Ende April 1966 als Verwalter der Dienstgeschäfte eines wissenschaftlichen Assistenten tätig. Dazwischen schloss er im September 1962 sein Studium mit dem Haupt-Diplom in Chemie ab. Seine Tätigkeit als Verwalter hatte er aufgenommen, weil ihn allein die Leitung von Praktika interessierte, da er als Angehöriger der Studienstiftung des Deutschen Volkes finanziell über mehrere Jahre hinweg gesichert war.

### Forschung und Lehre
In seiner Studienzeit lernte er seine spätere Frau Gerda Mettig, Studentin der Pharmazie und ebenfalls eine DDR-Flüchtige, kennen. Ohne sie hätte er nicht den Freiraum gehabt, sich ausschließlich um seine botanische Forschungsarbeit und spätere Lehre zu kümmern. Seine Doktorarbeit schrieb er bei Maximilian Steiner über ein Thema aus der Systematik der Pflanzen: Untersuchungen über Phänologie und Wurzelfluoreszenz von Schwingelarten zur Gliederung der Verwandtschaftsgruppe Festuca L. (1753). Noch vor der Beendigung der mündlichen Prüfung am 20. Dezember 1968 nahm Patzke ab 1. September 1967 seinen Dienst an der Pädagogischen Hochschule Rheinland, Abteilung Aachen, als Lehrer für das Fach Botanik auf. Nach der Eingliederung der PH in die RWTH am 29. Oktober 1982 wurde er Professor für Biologie und ihre Didaktik, am 1. Juni 1987 Universitätsprofessor.
Von 1982 bis 1989 wurden zeitaufwändige ökologische Untersuchungen und Kartierungen vorgenommen und 1990 kam es zur Veröffentlichung des Buches Die Flora des Oberbergischen Kreises mit Patzke als einer von zwei Mitarbeitern von Rainer Galunder. Galunder hatte festgestellt, dass der Oberbergische Kreis aus der Sicht von Botanikern ein „weißer Fleck“ war. Albert Schumacher hatte die Pflanzen des Gebietes von 1910 bis in die 1970er Jahre hinein untersucht. Patzke hatte den Oberbergischen Kreis während seines Bonner Studiums durch Schumacher kennen gelernt und konnte somit Galunder ideal unterstützen.
Am 28. Februar 2018 starb Patzke und fand seine letzte Ruhestätte auf dem Aachener Waldfriedhof.

### Ehrungen und Mitgliedschaften
Am 1. März 1995 erfolgte die Versetzung in den Ruhestand. Als weltweit erfahrener Festuca-Kenner wurde er noch viele Jahre von Fachleuten und Studenten zu botanischen Fragen kontaktiert. Er war Mitglied in verschiedenen Naturwissenschaftlichen Vereinen, so beispielsweise im Naturhistorischen Verein der Rheinlande und Westfalens e. V. und arbeitete an Florenlisten mit.
Am 12. Dezember 2009 fand anlässlich seines 80. Geburtstages ein außerordentlicher Rheinischer Floristentag statt.
Ingeborg Markgraf-Dannenberg (18. März 1911–22. März 1996) benannte ein Süßgras nach ihm:
- Patzke-Schwingel (Festuca patzkei Markgr.-Dann.).[8]

Götz Heinrich Loos (* 1970) benannte eine Grasgattung Patzkea nach Patzke. Zu dieser Gattung gehört beispielsweise der Gold-Schwingel (Festuca paniculata (L.) Schinz & Thell., Syn.: Patzkea paniculata (L.) G.H.Loos).

## Publikationen (Auswahl)
- 22. Erwin Patzke: Zur Frage der Teilung der Sect. 63 Spirostachyae Drejer der Gattung Carex im Umfange der Bearbeitung von G. Kükenthal. In: Berichte der Deutschen Botanischen Gesellschaft. Band 77, Nr. 1, Oktober 1964, ISSN 1438-8677, S. 196–197 (wiley.com).
- Untersuchungen über Wurzelfluoreszenz von Schwingelarten zur Gliederung der Verwandtschaftsgruppe Festuca Linné. (Poaceae: Pooideae: Poeae). (= Dissertation an der Universität Bonn 1968, 22 Seiten.) In: Senckenbergiana biologica. 51, Nr. 3/4, vom 14. August 1970, S. 255–276. (books.google.de)
- mit Rainer Galunder, Roland U. Neumann: Flora des Oberbergischen Kreises. Groneberg, Homburg 1990, ISBN 3-88265-156-3.
- diverse Artikel in der Decheniana des Naturhistorischen Vereins der Rheinlande und Westfalens, Bonn ISSN 0366-872X.
- weitere Artikel in der Österreichischen botanischen Zeitschrift ISSN 0029-8948.